# Blow (Lied)
Blow ist ein Lied der US-amerikanischen Sängerin Ke$ha. Das Lied erschien am 8. Februar 2011 als zweite Single ihrer EP Cannibal. Der Text wurde von Ke$ha zusammen mit Klas Åhlund, Lukasz Gottwald, Allan Grigg, Benjamin Levin und Max Martin geschrieben. Für die Produktion sorgten Dr. Luke, Max Martin, Benny Blanco und Kool Kojak. Das Lied ist ein einfacher Elektropop-Song und handelt von einem unterhaltsamen Abend in einem Club oder einer Disko. 

## Komposition
Blow ist ein einfacher Elektropop-Song, welcher auf einem Synth-Beat beruht. Ke$has Gesang wird im Lied oft durch Auto-Tune-Effekte verzerrt und hat dadurch den Klang einer Roboterstimme. Inhaltlich hat Blow eine einfache Botschaft. Das Lied ist eine Party-Hymne und versucht durch Ke$has Ansagen im Liedtext die Stimmung in einem imaginären Club aufzuputschen. Bill Lamb von About.com denkt, der Inhalt von Ke$has neuer Single sei eine „Beschreibung ihrer selbst und ihren Fans“.

## Kommerzieller Erfolg
In den USA debütierte Blow am 4. Dezember 2010 auf Platz 97 der Billboard Hot 100. In Kanada stieg Blow am 5. Februar 2011 auf Platz 100 ein.

### Chartplatzierungen
| ChartsChartplatzierungen       | Höchstplatzierung | Wochen |
| ------------------------------ | ----------------- | ------ |
| Deutschland (GfK)              | 39 (4 Wo.)        | 4      |
| Österreich (Ö3)                | 22 (3 Wo.)        | 3      |
| Vereinigte Staaten (Billboard) | 7 (26 Wo.)        | 26     |
| Vereinigtes Königreich (OCC)   | 32 (9 Wo.)        | 9      |

| ChartsJahrescharts (2011)      | Platzierung |
| ------------------------------ | ----------- |
| Vereinigte Staaten (Billboard) | 33          |

### Auszeichnungen für Musikverkäufe
| Land/Region                  | Auszeichnungen für Musikverkäufe (Land/Region, Auszeichnung, Verkäufe) | Verkäufe  |
| ---------------------------- | ---------------------------------------------------------------------- | --------- |
| Australien (ARIA)            | 2× Platin                                                              | 140.000   |
| Neuseeland (RMNZ)            | Gold                                                                   | 7.500     |
| Vereinigte Staaten (RIAA)    | 5× Platin                                                              | 5.000.000 |
| Vereinigtes Königreich (BPI) | Silber                                                                 | 200.000   |
| Insgesamt                    | 1× Silber · 1× Gold · 7× Platin ·                                      | 5.347.500 |

Hauptartikel: Kesha/Auszeichnungen für Musikverkäufe